# 야사카촌 (나가노현)
야사카촌(八坂村)은 나가노현 기타아즈미군에 존재했던 촌이다. 2006년 1월 1일, 인접한 미아사촌과 함께 오마치시에 편입되었다.

## 지리
나가노현 북서부에 있는 마을이다.

## 역사
- 1875년 2월 18일 - 지쿠마현 아즈미 군 오히라 촌·아이카와 촌·키리쿠보 촌·오츠카 촌·노히라 촌·후나바 촌·좌우촌·고다이라 촌 및 단죠코 촌의 일부(에다고스가노쿠보)가 합병해 야사카 촌이 되었다.
- 1876년 8월 21일 - 나가노현 소속이 되었다.
- 1889년 4월 1일 - 정촌제 시행과 함께 야사카촌 단독으로 자치체를 형성하였다.
- 1957년 3월 31일 - 히로쓰촌의 일부를 편입하였다.
- 2006년 1월 1일 - 오마치시에 편입되었다. 동일 야사카촌은 폐지되었다.

## 교통

### 도로
- 국도 19호선